# Guy Gavriel Kay

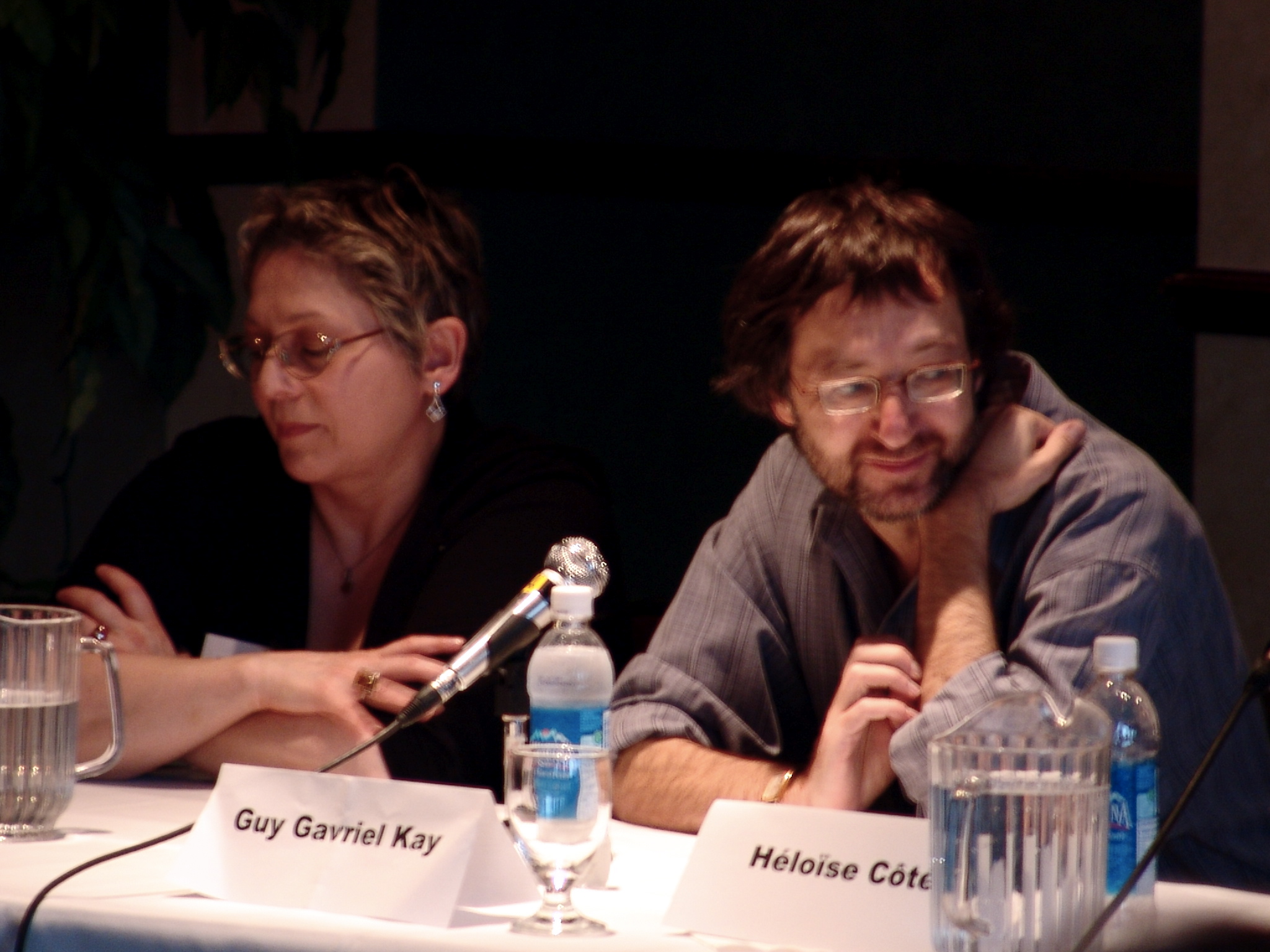
Guy Kay, mit Elisabeth Vonarburg (2006)

Guy Gavriel Kay (* 7. November 1954 in Weyburn, Saskatchewan, Kanada) ist ein kanadischer Fantasyautor.
Kay studierte Rechtswissenschaften und Philosophie. Er arbeitete von 1974 bis 1975 mit Christopher Tolkien, dem Sohn von J. R. R. Tolkien, an der Redigierung des Silmarillion. 1984 veröffentlichte er den ersten Band der Trilogie The Fionavar Tapestry.
Für The Wandering Fire und Tigana erhielt Kay 1987 und 1991 den kanadischen Science-Fiction- und Fantasypreis „Aurora“. 2008 gewann er für Ysabel den World Fantasy Award in der Kategorie „Bester Roman“ und 2011 den Sunburst Award für Under Heaven. Für seine Beiträge zur phantastischen Literatur wurde er 2014 Mitglied des Order of Canada.

## Werke
Viele von Kays Werken zeichnen sich durch eine Verbindung von Fantasyelementen und historischen Details aus, was er als Erzähltechnik bevorzugt. Inhaltlich sind seine Werke an der Spätantike (Sarantine Mosaic), dem europäischen Mittelalter (Lions of Al-Rassan und Last Light of the Sun) oder der Zeit der Renaissance (Tigana) orientiert. Die Romane Sailing to Sarantium, Lord of Emperors, Lions of Al-Rassan, Last Light of the Sun und Children of Earth and Sky spielen dabei (zu unterschiedlichen Zeiten) in derselben fiktiven Welt, in der nach dem Untergang des Imperiums von Rhodias (Römisches Reich) mehrere Nachfolgereiche entstanden und die Hauptreligionen die von Jad (Christentum) und Ashar (Islam) sind. Ob dies auch auf die Romane Under Heaven und River of Stars zutrifft, fiktive Versionen Chinas in der Tang- bzw. Song-Zeit, ist unklar.
Kays Werke wurden in diversen Besprechungen ganz überwiegend positiv beurteilt.

### The Fionavar Tapestry–Die Herren von Fionavar
Alle übersetzt von Bernd Müller.
- 1. The Summer Tree, McClelland & Stewart 1984, ISBN 0-7710-4472-0
  - Silbermantel, Goldmann 1989, ISBN 3-442-23939-7
- 2. The Wandering Fire, Arbor House 1986, ISBN 0-87795-785-1
  - Das wandernde Feuer, Goldmann 1989, ISBN 3-442-23940-0
- 3. The Darkest Road, Arbor House 1986, ISBN 0-87795-822-X
  - Ein Kind von Licht und Schatten, Goldmann 1989, ISBN 3-442-23941-9

### The Sarantine Mosaic–Die Reise nach Sarantium
Alle übersetzt von Irene Holicki.
- 1. Sailing to Sarantium, Earthlight 1998, ISBN 0-684-85169-5
  - Das Komplott, Heyne 2001, ISBN 3-453-18806-3
  - Das Mosaik, Heyne 2001, ISBN 3-453-18811-X
- 2. Lord of Emperors, Earthlight 2000, ISBN 0-684-86156-9
  - Der Neunte Wagenlenker, Heyne 2002, ISBN 3-453-19627-9
  - Herr aller Herrscher, Heyne 2002, ISBN 3-453-19634-1

### Under Heaven
- 1. Under Heaven, Harper Voyager (UK) 2010, ISBN 978-0-00-734202-0
  - Im Schatten des Himmels, Fischer Tor 2016, Übersetzer Birgit Maria Pfaffinger and Ulrike Brauns, ISBN 3-596-03570-8
- 2. River of Stars, Roc / New American Library 2013, ISBN 978-0-451-46497-2
  - Am Fluss der Sterne, Fischer Tor 2017, Übersetzerin Ulrike Brauns, ISBN 3-596-03572-4

### Einzelromane
- Tigana, Penguin Books 1990, ISBN 0-14-013010-1
  - Der Fluch, Heyne 1995, Übersetzerin Irene Holicki, ISBN 3-453-08009-2
  - Der Hofnarr, Heyne 1995, Übersetzerin Irene Holicki, ISBN 3-453-08010-6
- A Song for Arbonne, Viking Canada 1992, ISBN 0-670-83303-7
  - Das Land unter den zwei Monden, Scherz 1995, Übersetzerin Monika Curths, ISBN 3-502-10362-3
  - Ein Lied für Arbonne, Heyne 1996, Übersetzerin Irene Holicki, ISBN 3-453-10841-8 (ungekürzte Neuauflage)
- The Lions of Al-Rassan, Viking Canada 1995, ISBN 0-670-85896-X
  - Die Löwen von Al-Rassan, Heyne 1996, Übersetzerin Irene Holicki, ISBN 3-453-09738-6
- The Last Light of the Sun, Roc / New American Library 2004, ISBN 0-451-45965-2
  - Die Fürsten des Nordens, Piper 2007, Übersetzerin Irene Holicki, ISBN 3-492-26668-1
- Ysabel, Penguin Canada 2007, ISBN 978-0-14-301669-4
- Children of Earth and Sky, Hodder & Stoughton 2016, ISBN 978-1473628137
- A Brightness Long Ago, Berkley 2019, ISBN 978-1-473-69233-6